# HD 197036
HD 197036 es una estrella en la constelación de Cygnus. Tiene una magnitud absoluta de −1.15 y una magnitud aparente de 6.61, por debajo de la máxima visibilidad a simple vista. Situado a 1,310 años luz de distancia, se aproxima a la Tierra con una velocidad radial heliocéntrica de 15 km/s.
HD 197036 es una estrella subgigante de color blanco azulado del tipo espectral B5 IV y tiene un diámetro angular de 0.12 milisegundos de arco. Esto produce un radio de 5.17 R☉ a su distancia estimada. En la actualidad tiene 4.21 veces la masa del Sol y brilla a 379 veces la luminosidad del Sol desde su fotosfera a una temperatura efectiva de 13,399 K, lo que le confiere un tono blanco azulado. Como muchas estrellas calientes, gira rápidamente con una velocidad de rotación proyectada de 135 km/s−1 y tiene una metalicidad cercana a la solar.